# Dibamba (ville)
Pour les articles homonymes, voir Dibamba.
Dibamba est une commune du département de la Sanaga-Maritime dans la région du Littoral au Cameroun. Elle a pour chef-lieu le village de Logbadjeck.

## Géographie
La commune de la Dibamba s'étend à l'ouest de Douala, au nord des communes d'Edéa 2 et de Dizangué. Arrosée par le fleuve Dibamba, affluent du Wouri et par l'Ebo, elle est limitrophe de deux départements le Nkam au nord et le Wouri à l'ouest, ainsi que de cinq communes camerounaises.

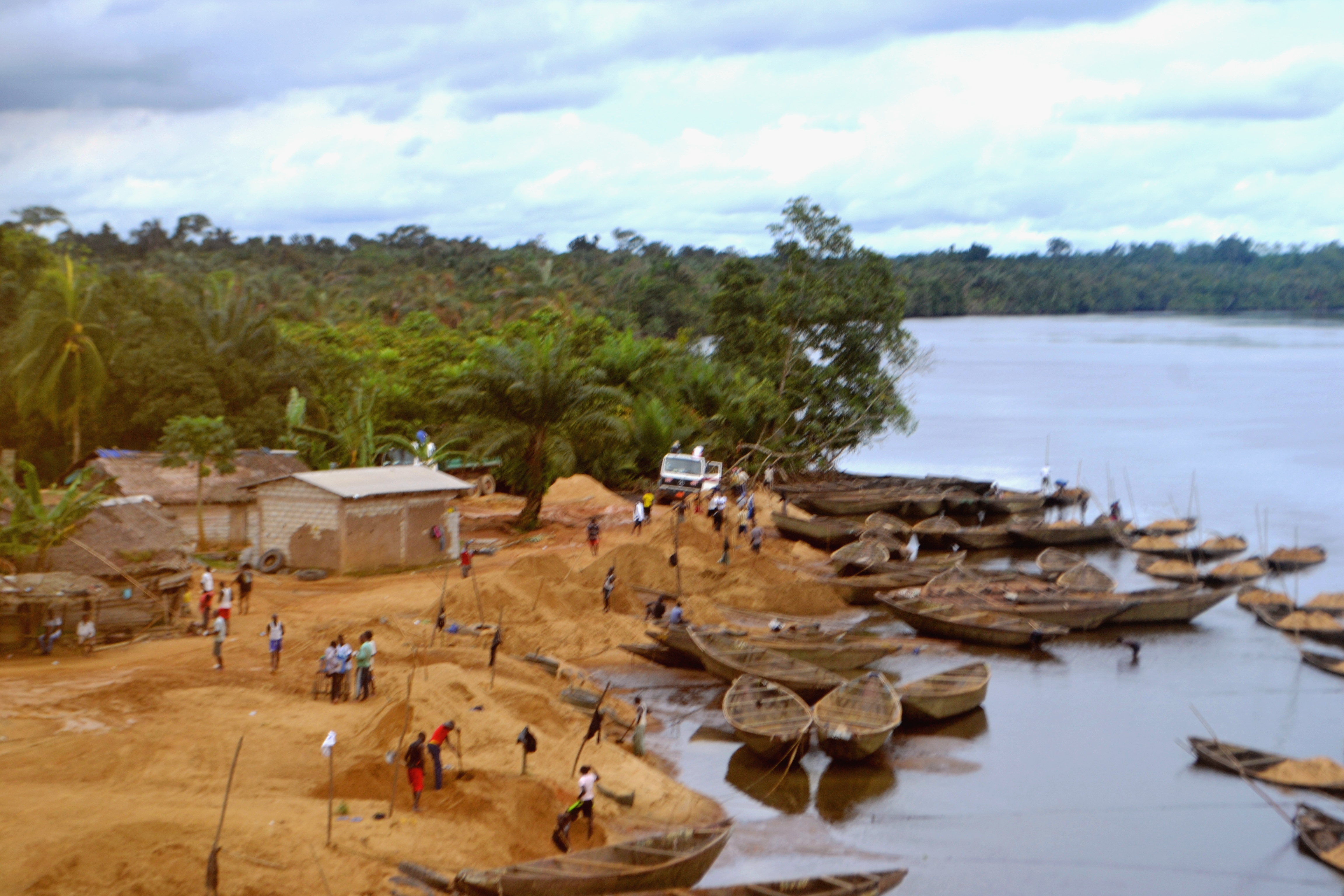
Carrière de sable.

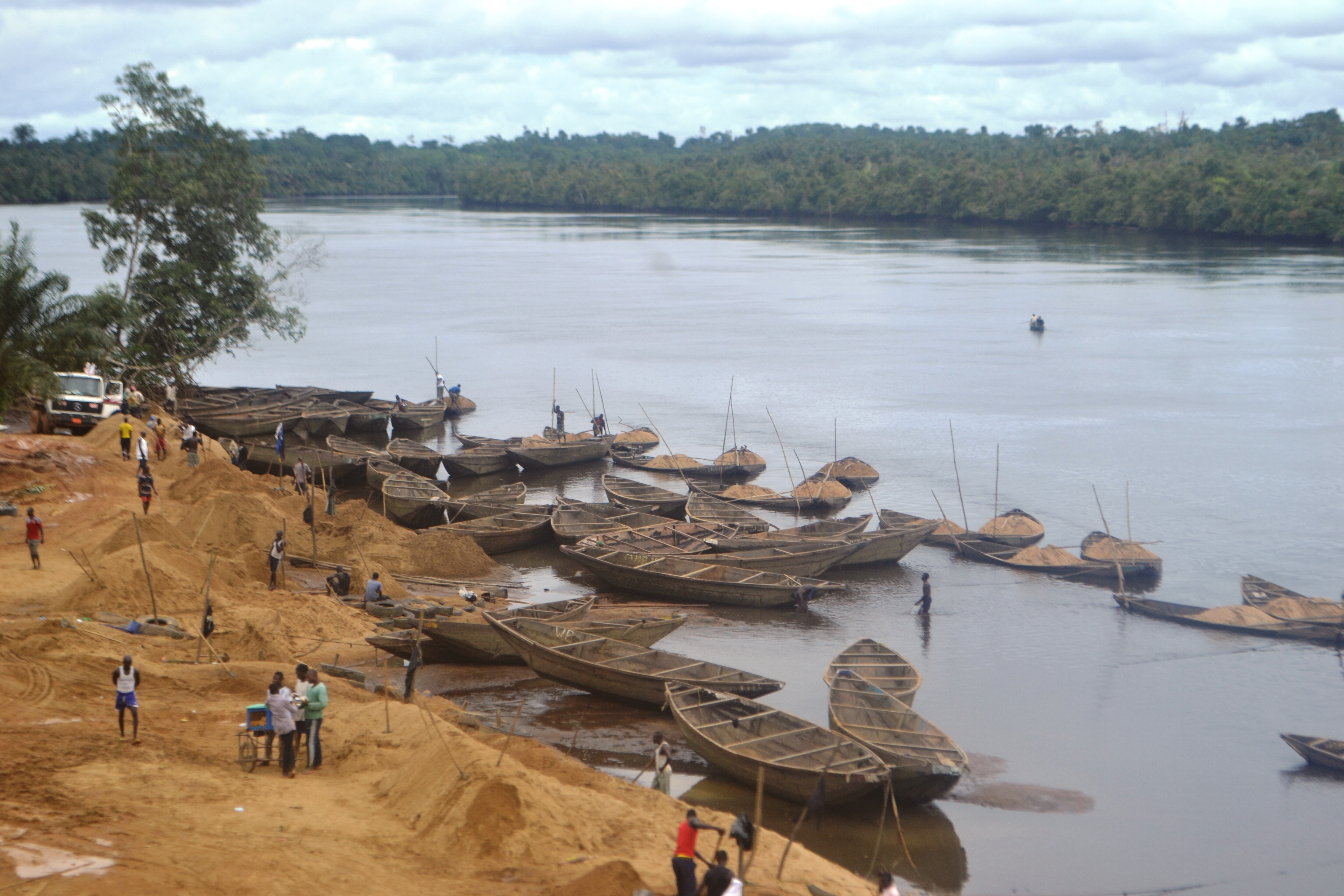
A la recherche du sable.

| Yabassi    |         | Yingui |
| Douala III | Dibamba | Edéa 2 |
| Dizangué   |         | Edéa 2 |

## Histoire
La commune est créée en 2007.

## Population
Lors du recensement de 2005, la commune comptait 5 350 habitants. L'éthnie autochtone est constitué par les familles bassa.

## Chefferie traditionnelle
L'arrondissement de Dibamba compte une chefferie traditionnelle de 2e degré :
- 451 : Canton Loungasse

## Villages
Le ressort territorial de l'arrondissement s'étend sur les 15 villages et localités du canton Longasse : Missole I, Missole II, Nkom, Pout Njouma, Pitti Gare, Pitti Ndodjock, Sikoum, Somakek, Bessombe, Bienkok, Bonepoupa, Kendeck, Kopongo, Logbadjeck, Loungahe.
La commune comprend une quinzaine de villages :
- Bessombe
- Bienkok
- Bonepoupa
- Eboh
- Kendeck
- Kopongo
- Logbadjeck
- Loungahe
- Missole I
- Missole II
- Nkom
- Pitti Gare
- Pitti Ndodjock
- Pout Njouma
- Sikoum
- Somakek

## Éducation
La commune dispose de cinq écoles maternelles à Kopongo, Logbadjeck, Pitti-Gare, Bessombé et Missolé II.
La commune compte 10 écoles primaires publiques à Kopongo, Somakek, Logbadjeck, Missolé I, Missolé II, Kendeck, Pitti-Gare, Loungahé, Sikoum. Elle compte une école primaire privée à Missolé II.
L'enseignement secondaire public est assuré par quatre établissements :
- le collège d'enseignement secondaire de Somakek
- le collège d'enseignement technique et commercial de Kopongo,
- le lycée d'enseignement général de Logbadjeck
- le lycée bilingue de Missolé.